# شمس‌آباد (دلگان)
شمس‌آباد یا چاه شورک روستایی در دهستان جلگه چاه هاشم بخش جلگه چاه هاشم شهرستان دلگان استان سیستان و بلوچستان ایران است.

## جمعیت
بر پایه سرشماری عمومی نفوس و مسکن در سال ۱۳۹۵ جمعیت این روستا ۴۳۵ نفر (۸۶خانوار) بوده‌است.